# Trevor Howard
Trevor Howard, nom artístic de Trevor Wallace Howard-Smith (Cliftonville, Kent, 29 de setembre de 1913 − Bushey, Hertfordshire, 7 de gener de 1988) va ser un actor anglès de teatre, cinema i televisió. Va declinar un CBE el 1982.
Howard va ser nominat a l'Oscar al millor actor per Sons and Lovers (1960). Va guanyar un premi BAFTA al millor actor per La clau (1958). Va guanyar un Primetime Emmy Award per Hallmark Hall of Fame: Invincible Mr. Disraeli. També va tenir tres nominacions als premis Globus d'Or.

## Biografia
Howard va néixer a Cliftonville, al comtat de Kent. Educat en el Clifton College, Bristol, posteriorment va entrar en la Reial Acadèmia britànica d'art dramàtic i va debutar als escenaris londinencs el 1934. Durant la Segona Guerra Mundial, va servir per a la RAF. El 8 de setembre de 1944, es casaria amb el seu primer i únic amor Helen Cherry (1915-1988) fins a la seva mort el 1988.
Howard va fer el seu debut davant de les càmeres el 1944 amb la pel·lícula Cada cop més alt de Carol Reed. Però aviat va poder demostrar les seves aptituds, ja que David Lean li oferiria un dels seus papers pel qual passarà a la història: el del romàntic Doctor Alec Harvey a Breu encontre (1945). Després d'aquest paper, els papers per a Howard apareixerien sense parar. La seva gran estatura li va obrir les portes de l'actor galant encara que també va començar a buscar altres registres, com el memorable Major Calloway Més Gran a El tercer home (1949) de Carol Reed.
A mitjans dels 50, Trevor Howard ja era un actor requerit per produccions des dels Estats Units. Sens dubte, és memorable la seva interpretació del borratxo Walter Morel en l'adaptació de l'obra de M. H. Lawrence Sons and Lovers (1960), interpretació per la qual es va guanyar la seva primera i única nominació als Oscar. Al contrari, va obtenir cinc nominacions dels BAFTA britànics, guanyant-lo per La clau de Carol Reed el 1958.
Durant la dècada dels 60, aconseguiria alternar algunes pel·lícules menors amb interpretacions que passaran a la història com la del capità Bligh a Motí a la Bounty (1962) de Lewis Milestone.
En aquesta pel·lícula, Howard s'ofereix com el millor antagonista possible per a Marlon Brando. A part del llargmetratge de Milestone, Howard destaca en The Charge of the Light Brigade (1968), La filla de Ryan (1970) o Ludwig (1972).
Home senzill d'escrupolosa privacitat, va declinar el títol de Sir britànic i només especificava als seus contractes no treballar mai que hi hagués un partit internacional de criquet (Test match). Moriria a causa d'una bronquitis el 7 de gener de 1988 a Bushey, al comtat de Hertfordshire. Avui dia, la memòria de l'actor es guarda al bar de l'Orange Tree Theatre de Richmond que té el seu nom.

## Filmografia
- Cada cop més alt (The Way Ahead) (1944)
- Breu encontre (Brief Encounter) (1945)
- The Way to the Stars (1945)
- Fosca sospita (I See a Dark Stranger) (1946)
- Green for Danger (1946)
- They Made Me a Fugitive (1947)
- So Well Remembered (1947)
- The Passionate Friends (1949)
- El tercer home (The Third Man) (1949)
- Odette (1950)
- Golden Salamander (1950)
- The Clouded Yellow (1950)
- Lady Godiva Rides Again (1951)
- Outcast of the Islands (1952)
- The Gift Horse (1952)
- The Heart of the Matter (1953)
- La mano dello straniero (1954)
- Les amants du Tage (1955)
- The Cockleshell Heroes (1955)
- Run for the Sun (1956)
- La volta al món en vuitanta dies (Around the World in Eighty Days) (1956)
- Interpol (1957)
- Manuela (1957)
- A Day in Trinidad, Land of Laughter (1957) (narrador)
- La clau (The Key) (1958)
- The Roots of Heaven (1958)
- Malaga (1960)
- Sons and Lovers (1960)
- The Lion (1962)
- Motí a la Bounty (Mutiny on the Bounty) (1962)
- Man in the Middle (1963)
- Father Goose (1964)
- Operation Crossbow (1965)
- Von Ryan's Express (1965)
- Morituri (1965)
- The Liquidator (1965)
- The Poppy Is Also a Flower (1966)
- Triple joc (Triple Cross) (1966)
- Pretty Polly (1967)
- La llegenda d'un valent (The Long Duel) (1967)
- The Charge of the Light Brigade (1968)
- Battle of Britain (1969)
- La filla de Ryan (Ryan's Daughter) (1970)
- Twinky (1970)
- Kidnapped (1971)
- El visitant nocturn (The Night Visitor) (1971)
- To Catch a Spy (1971)
- Mary, Queen of Scots (1972)
- El delicte (The Offence) (1972)
- Pope Joan (1972)
- Ludwig (1972)
- Casa de nines (A Doll's House) (1973) (TV)
- Who? (1973)
- 11 Harrowhouse (1974)
- Persecution (1974)
- Cause for Concern (1974) (narrador)
- Craze (1974)
- The Count of Monte Cristo (1975) (TV)
- Conduct Unbecoming (1975)
- Hennessy (1975)
- Aces High (1976)
- Albino (1976)
- The Bawdy Adventures of Tom Jones (1976)
- Eliza Fraser (1976)
- The Last Remake of Beau Geste (1977)
- Babel Yemen (1977) (veu)
- Slavers (1978)
- Stevie (1978)
- Superman (1978)
- Meteor (1979)
- Hurricane (1979)
- The Shillingbury Blowers (1980)
- Els llops de mar (The Sea Wolves) (1980)
- Sir Henry at Rawlinson End (1980)
- Windwalker (1981)
- Light Years Away (1981)
- The Great Muppet Caper (1981)
- El missioner (The Missionary) (1982)
- Gandhi (1982)
- Flashpoint Africa (1984)
- L'espasa del cavaller (Sword of the Valiant) (1984)
- Pols (Dust) (1985)
- Time After Time (1986)
- Foreign Body (1986)
- Shaka Zulu (1986)
- Peter the Great (TV series) (1986)
- Passions a Kenya (White Mischief) (1988)
- The Dawning (1988)
- The Unholy (1988)

## Premis i nominacions

### Premis
- 1959: BAFTA al millor actor britànic per La clau
- 1963: Primetime Emmy al millor actor per Hallmark Hall of Fame

### Nominacions
- 1954: BAFTA al millor actor britànic per The Heart of the Matter
- 1958: BAFTA al millor actor britànic per Manuela
- 1961: Oscar al millor actor per Sons and Lovers
- 1961: Globus d'Or al millor actor dramàtic per Sons and Lovers
- 1966: Primetime Emmy al millor actor dramàtic per Hallmark Hall of Fame
- 1969: BAFTA al millor actor per The Charge of the Light Brigade
- 1971: Globus d'Or al millor actor secundari per La filla de Ryan
- 1975: Primetime Emmy al millor actor secundari en comèdia o drama especial per The Count of Monte-Cristo
- 1987: Globus d'Or al millor actor secundari en sèrie, minisèrie o telefilm per Christmas Dove